# Tremachora
Baggatella es un género de foraminífero bentónico de la familia Tremachoridae, de la superfamilia Delosinoidea, del suborden Buliminina y del orden Buliminida. Su especie tipo es Tremachora arga. Su rango cronoestratigráfico abarca desde el Mohniense hasta el Helvetiense (Mioceno medio).

## Discusión
Clasificaciones previas incluían Baggatella en el suborden Rotaliina del orden Rotaliida.

## Clasificación
Baggatella incluye a las siguientes especies:
- Tremachora arga